# Пласти
Пласти́ — вантажна залізнична станція Лиманської дирекції Донецької залізниці на лінії Гродівка — Пласти.
Розташована в м. Українськ, Покровський район, Донецької області. Найближча станція Гродівка. Тупикова станція обслуговує Групову збагачувальну фабрику «Україна». По станції здійснюються виключно промислові перевезення.